# Storasundsholmen
Storasundsholmen, auch Storsundholmen oder Litle Brattholmen ist eine Insel am südlichen Ende des Hjeltefjords in der Gemeinde Øygarden in der norwegischen Provinz Vestland.
Die Insel liegt nördlich vor der Insel Litlesotra und erstreckt sich von Nordwesten nach Südosten über etwa 280 Meter, bei einer Breite von bis zu etwa 120 Metern. Unmittelbar westlich liegt die kleinere Insel Litlemidtholmen und vor der Nordostspitze Bollholmen. Darüber hinaus bestehen an der Nordostseite kleinere Schären. Getrennt durch den Storasundet befindet sich weiter südlich Hjeltholmen. Es werden Höhen von bis zu 43,7 Metern erreicht.
Die felsige und hügelige Insel ist bewaldet und unbebaut.